# Prewencja szczególna
Prewencja szczególna (zw. też „prewencją indywidualną”) – jeden z celów kary i zarazem dyrektywa jej wymiaru. Jej celem jest zapobieżenie ponownemu popełnieniu czynu przez sprawcę.
Wyróżniamy:
- Prewencję szczególną negatywną – uniemożliwienie (czy choćby utrudnienie) sprawcy popełnienia przestępstwa w przyszłości (np. przez osadzenie w zakładzie karnym), co zmniejsza prawdopodobieństwo recydywy przynajmniej w czasie trwania kary.
- Prewencję szczególną pozytywną (wyraźnie preferowaną przez polskiego ustawodawcę) – przez co należy rozumieć resocjalizację.